# Gabriel Voigtländer
Gabriel Voigtländer fou un compositor i notable solista de trompeta alemany del segle xvii. Va pertànyer durant molts anys a la capella de música del príncep Cristià de Dinamarca.
El 1642 publicà a Sorø una antologia de gran interès històric, que arribà assolir fins al 1664 cinc edicions. Aquesta obra té per títol: Allerhand Oden und Lieder, welche auff allerle, als Italianische, Französische, Englische und anderen Teusche gute Komponisten Melodien und Arien gerichtet. El total de cançons incloses en aquesta antologia és de 98.